# Point Reyes Station (Kalifornija)
Point Reyes Station je naseljeno područje za statističke svrhe u američkoj saveznoj državi Kalifornija. Prema popisu stanovništva iz 2010. u njemu je živjelo 848 stanovnika.